# Bluewater (köpcentrum)
Bluewater är ett köpcentrum i Greenhithe, Dartford, i nordvästra Kent, England, öster om London. Det invigdes 1999 och ligger cirka 3 kilometer utanför Storlondons motorvägsring M25. Med cirka 330 butiker och cirka 13 000 parkeringsplatser är det ett av Storbritanniens och Europas största köpcentrum. Det har cirka 7 000 anställda och fler än 27 miljoner besökare per år. Från pendeltågsstationen i Greenhithe går lokala bussar till Bluewater.
Relativt nära (ca 14 km) ligger det konkurrerande köpcentret Intu Lakeside (i Essex på andra sidan Themsen). 